# Calciatore sudamericano dell'anno 1986
Il premio di calciatore sudamericano dell'anno per il 1986 fu assegnato a Antonio Alzamendi, calciatore uruguaiano del River Plate. Questa edizione fu la prima in cui il riconoscimento fu assegnato dal quotidiano uruguaiano El País. Rispetto alle precedenti edizioni, è aggiunta la regola che restringe la nomina ai soli giocatori che militino in squadre del continente americano; il premio quindi non è più esteso ai club di tutto il mondo, ma solo a quelli americani.

## Classifica
| Pos. | Calciatore        | Naz.     | Club        |
| ---- | ----------------- | -------- | ----------- |
| 1.   | Antonio Alzamendi | Uruguay  | River Plate |
| 2.   | Careca            | Brasile  | San Paolo   |
| 3.   | Romerito          | Paraguay | Fluminense  |